# Parque Nacional (Nueva Zelanda)

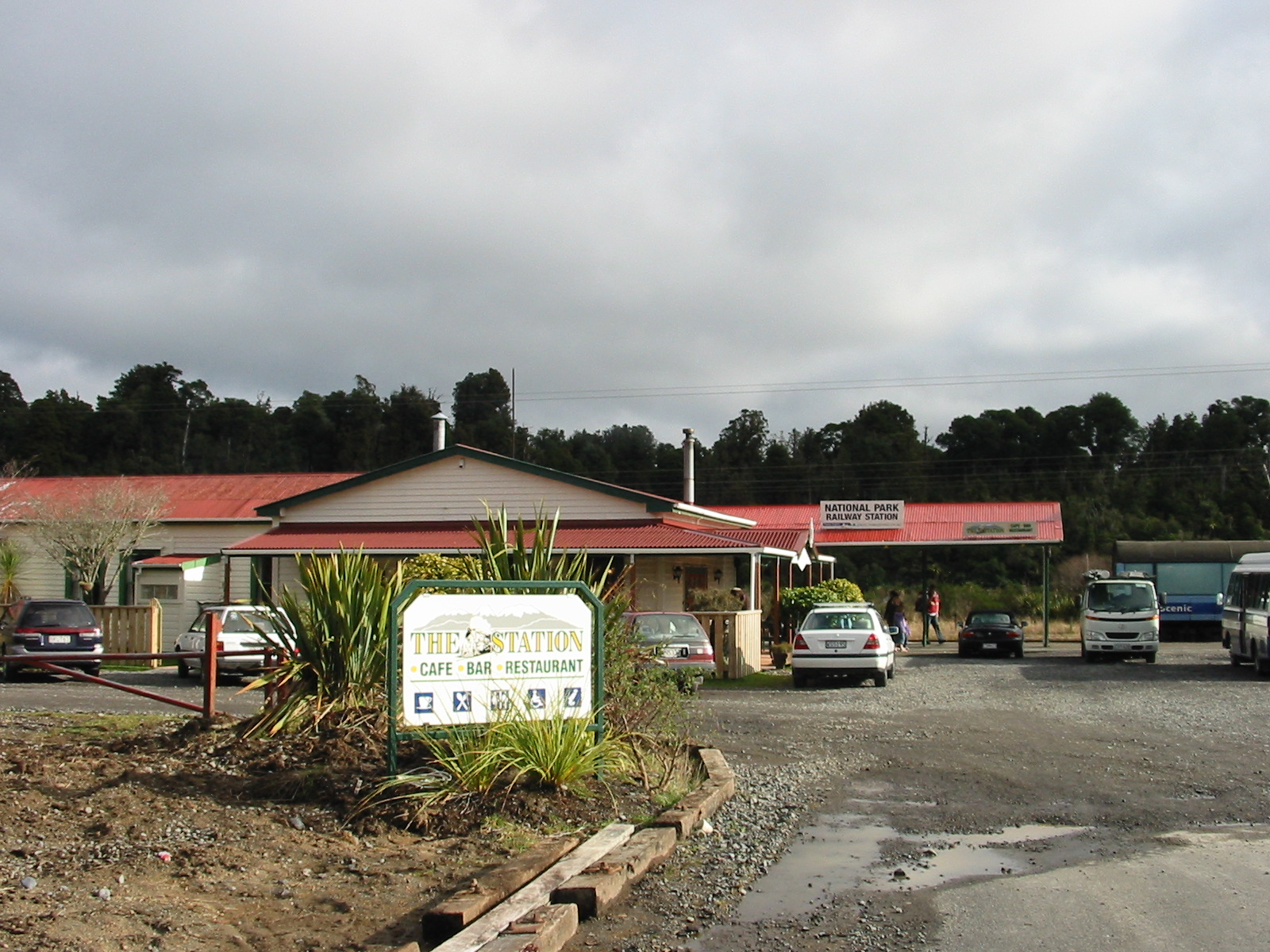
Estación de tren de Parque Nacional

National Park es un pequeño pueblo situado en la Meseta Volcánica de la Isla Norte, en Nueva Zelanda. También conocido como National Park Village, es el municipio urbano más alto de Nueva Zelanda, con 825 metros. Su nombre se debe a su ubicación justo en el límite del Parque Nacional de Tongariro, el primer parque nacional de Nueva Zelanda y el único desde su creación en 1887 hasta 1900. El pueblo goza de magníficas vistas del monte Tongariro, el monte Ngauruhoe (el monte Doom en la trilogía cinematográfica de El Señor de los Anillos) y el monte Ruapehu.
El pueblo está situado junto a la línea ferroviaria del tronco principal de la Isla Norte y cerca del cruce de las carreteras estatales 4 y 47, a medio camino entre Raetihi y Taumarunui y a 45 kilómetros al suroeste de la orilla sur del lago Taupō. Está a 20 minutos en coche del mayor campo de esquí del país, Whakapapa, y a 50 minutos en coche de Turoa, en las laderas del volcán activo, el monte Ruapehu. Al oeste está el Parque Nacional de Whanganui.
La ciudad está administrada por el Consejo del Distrito de Ruapehu. Se elige un concejal para el distrito de National Park, y existe una Junta Comunitaria de National Park. A nivel nacional, National Park forma parte del electorado general de Rangitīkei y del electorado maorí de Te Tai Hauāuru.
El turismo es su principal industria, con 1.500 plazas de visitantes en alojamientos comerciales y chalés privados. En verano, el pueblo es una base popular para el Parque Nacional de Tongariro y Whanganui para practicar senderismo, ciclismo y kayak. Aldea del Parque Nacional. El transporte sale todos los días (si el tiempo lo permite) para la travesía alpina de Tongariro, conocida como la mejor caminata alpina de un día en Nueva Zelanda.
El servicio regular de pasajeros Northern Explorer de KiwiRail se detiene en la estación de ferrocarril del Parque Nacional en su trayecto entre Auckland y Wellington hasta su suspensión en diciembre de 2021. En el andén hay una cafetería con licencia. Al noroeste de la ciudad, la vía férrea ejecuta la enrevesada danza que es la Espiral de Raurimu, una de las hazañas de ingeniería más impresionantes de Nueva Zelanda.
Originalmente, la ciudad era conocida como Waimarino (aguas tranquilas). En 1926, los ferrocarriles neozelandeses cambiaron el nombre de la estación por el de National Park. Esto se hizo para evitar la confusión con otras entidades de Waimarino, y también el nombre había llegado a ser de uso común por su ubicación cerca del Parque Nacional de Tongariro. Desde entonces, este cambio ha sido confuso, ya que hay muchos Parques Nacionales en Nueva Zelanda.
La apertura de la línea troncal principal en 1908 creó una gran oportunidad para la tala y el aserrado de los grandes árboles de los bosques autóctonos, con 30 aserraderos y los tranvías de monte asociados establecidos sólo en la zona del Parque Nacional. Con la llegada de los tractores de oruga en la década de 1930, el proceso de extracción se aceleró y la estación del Parque Nacional tuvo una de las mayores producciones de madera de Nueva Zelanda. En la actualidad, Tongariro Timber es el último aserradero que sobrevive en National Park.
En la década de 1960, National Park se convirtió en la cabecera del ferrocarril para todo el equipo pesado y la maquinaria para el desarrollo del plan de energía de Tongariro, y las carreteras locales de piedra pómez se mejoraron sustancialmente para soportar el tráfico pesado.
La escuela de National Park se creó en 1925. Su suerte ha fluctuado con los ciclos de actividad de la zona. Hoy en día prospera con una población más estable y la creación de su programa Ski Elite, por el que los alumnos se instalan en el pueblo durante el invierno, combinando los estudios con programas de desarrollo del esquí y el snowboard.